# لنگفورد، اسکس
لنگفورد (به انگلیسی: Langford) یک روستا و محله مدنی در بریتانیا است که در مالدون واقع شده‌است. لنگفورد ۱۶۱ نفر جمعیت دارد.